# Republic Pictures
Republic Pictures è una casa di produzione e distribuzione cinematografica statunitense, di proprietà del gruppo Paramount Skydance Corporation.
È conosciuta anche per aver distribuito i serial cinematografici negli anni quaranta tratti dai personaggi dei fumetti in voga all'epoca.

## Storia
Republic Pictures venne fondata nel 1935 da Herbert J. Yates.
Grazie a Republic ebbero modo di crescere ed affermarsi attori come Roy Rogers, Gene Autry e soprattutto John Wayne. Negli anni 40 ebbe sotto contratto il regista John Ford. I film erano realizzati principalmente in bianco e nero con un budget ridotto. Occasionalmente venivano prodotti film con un budget più elevato e a colori.
Durante l'assemblea annuale del 1958, Yates informò gli azionisti della cessazione della produzione di nuovi lungometraggi; l'anno successivo cessò ogni attività anche la distribuzione.
Nel corso degli anni '80, National Telefilm Associates acquisì i diritti sul nome e, nel 1985, cambiò ufficialmente nome in Republic Pictures Corporation, facendo così rivivere la società.
Nel 1994, Spelling Entertainment, una società controllata da Blockbuster Entertainment, acquisì la libreria di Republic. Successivamente, l'unità home video di Blockbuster, Worldvision Home Video, si è fusa con quella di Republic e ha preso il nome di quest'ultima. Tra il '93 e il '94, Viacom acquisisce Blockbuster e Paramount Communication.
Nel 1996, per la seconda volta, viene cessata la produzione di nuovi film.
Nel settembre 1997, le operazioni di noleggio video di Republic furono rilevate da Paramount Entertainment.
Il 24 marzo 2023, Paramount Global annuncia l'intenzione di rivitalizzare il marchio Republic Pictures. I primi due film che verranno distribuiti sotto la nuova etichetta saranno “Winter Spring Summer of Fall” e "The Caine Mutiny Court-Martial".

## Serial prodotti
- Darkest Africa (1936) - Primo serial prodotto
- Robinson Crusoe of Clipper Island (1936)
- Dick Tracy (1937) basato sul personaggio dei fumetti Dick Tracy creato da Chester Gould nel 1931 - 1° serial su Dick Tracy
- Zorro Rides Again (1937) - 1° serial su Zorro
- The Lone Ranger (1938)
- Dick Tracy Returns (1938) - 2° serial su Dick Tracy
- The Lone Ranger Rides Again (1939)
- Daredevils of the Red Circle (1939)
- Dick Tracy's G-Men (1939) - 3° serial su Dick Tracy
- Zorro (Zorro's Fighting Legion, 1939) - 2° serial su Zorro
- Mysterious Doctor Satan (1940)
- Adventures of Captain Marvel (1941) basato sul personaggio dei fumetti Capitan Marvel creato da C.C. Beck e Bill Parker nel 1939
- Dick Tracy vs. Crime, Inc. (1941) - 4° serial su Dick Tracy
- Daredevils of the West (1943)
- The Masked Marvel (1943)
- Captain America (1944) basato sul personaggio dei fumetti Capitan America da Joe Simon e Jack Kirby nel 1941
- Zorro's Black Whipl (1944) - 3° serial su Zorro
- The Phantom Rider (1946)
- Son of Zorro (1947) - 4° serial su Zorro
- Jesse James Rides Again (1947)
- The Black Widow (1947)
- Ghost of Zorro (1949) - 5º ed ultimo serial su Zorro
- King of the Rocket Men (1949)
- Don Daredevil Rides Again (1951)
- King of the Carnival (1955) - 66º e ultimo serial prodotto